# Морено, Мариано
Мариано Морено Валье (Mariano Moreno Valle; 23 сентября 1778, Буэнос-Айрес — 4 марта 1811, южная часть Атлантического океана) — аргентинский политик и общественный деятель, юрист, адвокат, лингвист, переводчик, журналист, масон, борец за независимость Аргентины.

## Биография
Родился в семье Мануэля Морено-и-Аргумоза, финансового чиновника испанской колониальной администрации, бывшего родом из Сантандера. Мать, Ана Мария Валье, научила сына читать и писать. Высшее образование получил в привилегированном Колледже де Сан-Карлос (здесь посещал лекции как вольный слушатель), много пользовался монастырской библиотекой. В связи с финансовыми трудностями продолжил своё образование с ноября 1799 года в университете Сан-Франциско-Ксавьер в Сукре, где изучал теологию и юриспруденцию. Здесь Морено, в студенческой среде, входит в соприкосновение с идеями Просвещения. В 1802 году он посещает Потоси, на территории нынешней Боливии, где располагались крупнейшие серебряные рудники, и был потрясён ужасными условиями жизни шахтёров. Вернувшись в Сукре, Морено в своей диссертации по юридической тематике защищает права рабочих-индейцев. После окончания учёбы в 1803 году он поступает в адвокатскую контору Агустина Гаскона и неоднократно в суде защищает рабочих во время процессов против их эксплуататоров. В ходе этих судебных разбирательств Морено выдвигает также обвинения против губернатора города Потоси и руководителя всей провинции.
В 1804 году Морено вступает в брак с Марией Гуадалупе Куэнка из Сукре, которую её родители собирались сделать монахиней. Через год в их семье родился сын Мариано. После женитьбы, исходя из интересов семьи и в связи с обострением отношений с местной администрацией, Морено уезжает из Сукре в родной Буэнос-Айрес. Здесь он вступает в Королевскую коллегию Буэнос-Айреса и работает адвокатом, а также выполняет поручения Городского совета. К этому времени ситуация в Испании, стране-метрополии для её южноамериканских «Индий», была крайне сложной. В 1808 году французские войска оккупировали её, сместили короля Фердинанда VII и его место на троне занял Жозеф Бонапарт; в Испании разворачивалась партизанская война и морские связи её с американскими колониями были крайне ограничены. В этих условиях власти южноамериканских территорий начали готовиться к самостоятельности от метрополии. Так, в этих условиях вице-король Бальтазар де Сиснерос объявляет свободу заморской торговли, монополией на которую первоначально обладали лишь купцы из Испании. Теперь же с ними в правах были уравнены и местные, аргентинские и уругвайские торговцы. Будучи издателем и автором в свей газете — Gaceta de Buenos Aires — Морено неоднократно выступал в защиту принятого решения и за устранение торговых привилегий для испанцев. Включившись в борьбу за освобождение Аргентины от испанской зависимости, он выступал на её страницах за республиканский путь развития страны. Принадлежал к одним из самых радикальных борцов в освободительном движении.
25 мая 1810 года во время гражданского собрания в Буэнос-Айресе, на котором Морено не присутствовал, был смещён вице-король и к власти в стране приходит правительственная хунта (Primera Junta) во главе с умеренным федералистом Корнелио Сааведрой. В этой хунте Морено занимает пост военного министра и начинает по мере возможностей проводить в жизнь свои радикальные социально-политические идеи. В августе 1810 года он создаёт так называемый «План операций», согласно которому власть Испании должна была быть низвергнута также и на территории соседнего Уругвая. В самой хунте усилились разногласия между её составляющими централистами (к которым принадлежал также и Морено) и федералистами, возглавляемыми Сааведрой. Последний предложил расширить её состав до размеров «Большой хунты» за счёт включения в её состав представителей также и провинций, против чего выступал централист Морено. Осуществить этот свой план Сааведра сумел лишь после того, как Морено подал в отставку. Обострение отношений между обеими политиками продолжалось и в январе 1811 года, когда Морено был новым аргентинским правительством отправлен послом в Лондон. В Великобритании он должен был закупить вооружение для национальной армии и оправить его в Аргентину. 24 января политик отплыл на британском фрегате «Фаме» из Буэнос-Айреса. Морено чувствовал себя больным уже перед отплытием корабля. Во время плавания его состояние резко ухудшилось. На борту судна не оказалось врача, а лечение его капитаном при помощи рвотного средства спровоцировало скорую гибель больного.
Обстоятельства смерти Мариано Морено вызывали многочисленные слухи, в которых утверждалось, что аргентинский политик был перед отплытием отравлен. Так, уже в отсутствие Морено аргентинская хунта 9 февраля 1811 года заключила совершенно аналогичный договор с британскими представителями, ради которого в Лондон был отправлен Морено. Супруга его сразу после отплытия корабля получила от неизвестных пакет с предметами похоронной экипировки и запиской, что это скоро ей пригодится. Когда Морено заболел (и это при отсутствии врача на судне) капитан корабля вместо того, чтобы завернуть для лечения посла в ближайший порт (Рио-де-Жанейро), отправился дальше в Лондон, и т. п.